# Molophilus diacus
Molophilus diacus är en tvåvingeart som beskrevs av Alexander 1969. Molophilus diacus ingår i släktet Molophilus och familjen småharkrankar. Inga underarter finns listade i Catalogue of Life.